# Campeonato Tailandês de Voleibol Feminino
O  Campeonato Tailandês de Voleibol Feminino  é a principal competição de clubes de voleibol feminino da Tailândia.O torneio das duas primeiras divisões (A1 e A2) é organizado pela TVA.

## Histórico
A primeira edição foi realizada na temporada 2005-06.

## Serie A2

### Edição atual
A Divisão II chamada de Pro Challenge garante ao campeão e vice-campeão a promoção a elite nacional da Tailândia.